# Andorra Challenger 1996
L'Andorra Challenger 1996 è stato un torneo di tennis facente parte della categoria ATP Challenger Series nell'ambito dell'ATP Challenger Series 1996. Il torneo si è giocato a Andorra in Andorra dall'11 al 17 novembre 1996 su campi in cemento indoor.

## Vincitori

### Singolare
Justin Gimelstob ha battuto in finale  Sandon Stolle 6-4, 6-2

### Doppio
Tomás Carbonell /  Francisco Roig hanno battuto in finale  Nebojša Đorđević /  Aleksandar Kitinov 6-2, 4-6, 6-1